# Yttre Pungö
Yttre Pungö är en ö i Åland (Finland). Den ligger i Skärgårdshavet eller Ålands hav och i kommunen Lemland i landskapet Åland, i den sydvästra delen av landet. Ön ligger omkring 13 kilometer söder om Mariehamn och omkring 280 kilometer väster om Helsingfors.
Öns area är 18 hektar och dess största längd är 0,8 kilometer i nord-sydlig riktning.